# Movimiento de Libertades Civiles
El Movimiento de Libertades Civiles (en checo: Hnutí za občanskou svobodu, HOS) fue una iniciativa cívica independiente en Checoslovaquia que fue fundada el 15 de octubre de 1988, en el contexto de la Carta 77. El iniciador de su creación fue el signatario de la carta y el socialista independiente Rudolf Battěk. Muchas personas que no eran signatarias de la Carta se convirtieron gradualmente en miembros del Movimiento de Libertades Civiles. El movimiento tenía como objetivo unir todas las fuerzas de mentalidad democrática en la Checoslovaquia comunista, desde la izquierda moderada hasta la derecha moderada.
En su documento fundador, el Manifiesto Democracia para Todos, pidieron el establecimiento de una democracia pluralista, la habilitación de las pequeñas y medianas empresas o la protección del medio ambiente. El texto llamó la atención sobre el profundo declive moral de la sociedad checoslovaca. Con esta declaración, el HOS se convirtió en el primer oponente político real del gobernante Partido Comunista de Checoslovaquia. También fue el comienzo de la diferenciación de la muy diversa Carta 77 internamente. El manifiesto fue firmado por 126 ciudadanos, entre ellos Václav Havel. El movimiento publicó las revistas Alternativa y Zpravodaj HOS.
El 10 de diciembre de 1988, el HOS, junto con otras iniciativas cívicas, organizó la primera manifestación de grupos de oposición oficialmente permitida en el período de normalización en la plaza Škroup, de la capital Praga.
Varios representantes del movimiento fueron perseguidos después de su creación, algunos fueron procesados, otros recibieron una advertencia de la fiscalía.